# Crenatosquilla
Crenatosquilla is een geslacht van kreeftachtigen uit de klasse van de Malacostraca (hogere kreeftachtigen).

## Soort
- Crenatosquilla oculinova (Glassell, 1942)